# Aedes taeniorhynchus
Aedes taeniorhynchus (Syn.: Ochlerotatus taeniorhynchus), auf Deutsch auch Schwarze Salzwiesenmücke (engl. Black Salt Marsh Mosquito) genannt, ist eine in Amerika beheimatete Stechmückenart. Innerhalb der Sammelgattung Aedes gehört diese Art zur Untergattung Ochlerotatus.

## Vorkommen
Aedes taeniorhynchus kommt auf Salzwasserwiesen der Küstenebenen von Massachusetts bis Texas vor. Sie leben ebenfalls auf den Inseln des Atlantic Intracoastal Waterways. Ein weiteres Verbreitungsgebiet ist Mittelamerika und der karibische Raum bis an die Atlantikküste Kolumbiens und Venezuelas. Feuchtwarmes Tropenklima begünstigt die Ausbreitung von Aedes taeniorhynchus.

## Beschreibung
Adulte Exemplare der Schwarzen Salzwiesenmücke sind dunkelfarben. Der Rücken ist schwarz und die Seiten sowie die Abdominalsegmente besitzen weiße Streifen.

## Taxonomie
Aedes taeniorhynchus gehört innerhalb der Gattung Aedes zur Untergattung Ochlerotatus. Ochlerotatus wurde im Jahr 2000 von John F. Reinert als eigene Gattung aus der Gattung Aedes herausgelöst, aber 2015 von anderen Autoren wieder mit dieser vereinigt. Die Gruppe der Stechmücken, die zuvor der Gattung Ochlerotatus angehört hatten, wird nun wieder in die Untergattung Ochlerotatus gestellt. Daher ist für die Schwarze Salzwiesenmücke auch der Name Aedes (Ochlerotatus) taeniorhynchus geläufig.

## Lebensweise
Aedes taeniorhynchus lebt häufig in Gemeinschaft und im selben Habitat zusammen mit der Östlichen Salzwiesenmücke (Aedes sollicitans). Die Art tritt auch zusammen mit Anopheles bradleyi, Anopheles crucians und Anopheles atropos auf.
Diese Stechmückenart bewohnt die unteren Regionen der Salzwassermarschwiesen, wo Distichlis spicata und Spartina patens vorkommen. Im südlichen Verbreitungsgebiet findet man die Mücken in den Mangrovensümpfen, und an Wuchsorten von Salicornia und des Kreuzblütlers Batis maritima. O. taeniorhynchus. Die Weibchen sind in der Lage, 100 bis 200 Eier entlang der Wasserlinie in Senken, regenwasserbestandenen Niederungen, Salzwassermarschen oder Mangrovensümpfen abzulegen. Die Entwicklung der Mücken wird vom unregelmäßigen Wasserstand sowie von Wind und Tide beeinflusst. Obwohl die Art im Salzwasserlebensraum lebt, ist ihre Entwicklung vom Süßwasser abhängig. Unter günstigen Umweltbedingungen schlüpfen die Insekten nach sechs Tagen. Die Tiere sind bereits zwei Tage nach dem Schlüpfen geschlechtsreif und bilden in der Dämmerung Schwärme über Bäumen und Sträuchern.
Der Lebenszyklus dieser Stechmückenart wird von Regen- und Trockenzeiten bestimmt. Aedes taeniorhynchus hat ein enormes Reproduktionspotential. Ein Weibchen legt in der Regel in seiner Lebenszeit 100 Eier ab, davon schlüpfen etwa 50 % weibliche Tiere. Geht man davon aus, dass die daraus schlüpfenden Weibchen wiederum 100 Eier ablegen, dann entstehen daraus bereits 5000 Moskitos. Es ist somit möglich, dass innerhalb von nur zwei Generationen 250.000 Stechmücken entstehen.
Wanderbewegungen von Aedes taeniorhynchus sind mit Windgeschwindigkeit, Windrichtung, Landschaftstopographie und dem Vorkommen von Blütennektar korreliert. Es wurde gemessen, dass Weibchen zwei bis fünf Meilen weit fliegen können, mit unterstützendem Wind können auch 30 Meilen und mehr erreicht werden.

### Nahrungsverhalten
Für die Eiablage benötigen die Weibchen Blut. Im Tageslicht verbergen sich die Tiere meist in dichter Vegetation. Sie beginnen mit der aktiven Nahrungssuche in der Abenddämmerung und beenden diese im Morgengrauen. Während des Tages kommt es zu Stichen meist nur, wenn sich Menschen in unmittelbarer Nähe der Weibchen aufhalten. In anderen Zonen kann es zu jeder Tageszeit zu Stichen kommen.
Gestochen werden Vögel und Säugetiere. In den Populationen der Stechmücke in Florida wurde ein gewisser Grad an „Autogenie“ beobachtet, d. h. Weibchen sind dort in der Lage auch ohne Blutaufnahme Eier zu bilden. In nördlichen Breitengraden ihres Verbreitungsgebietes können die Eier abhängig von Tageslänge und Wassertemperatur in eine Diapause treten. Im Süden erfolgt der Reproduktionszyklus hingegen das ganze Jahr.

## Beziehung zu Menschen
Die Weibchen von Aedes taeniorhynchus sind zu bestimmten Tageszeiten für ihr penetrantes Stechverhalten bekannt und gelten bei Menschen und Nutztieren von North Carolina bis Florida und im Karibischen Raum als Schadinsekten. Unkontrollierte Mückenpopulationen können zur Plage werden, wenn sie in sehr großen Schwärmen auftreten. Sie haben gute Flugeigenschaften und können in Massen in bewohnten Gebieten auftreten.
Aedes taeniorhynchus wurde als Überträger bestimmter Krankheiten wie Enzephalitis, EEE-Virus (Eastern Equine Encephalomyelitis Virus), Dirofilaria immitis und anderen identifiziert. 1989 nach dem Hurrikan Hugo wurde Aedes taeniorhynchus zur dominierenden Stechmückenspezies in der Karibik.

## Biologische Kontrolle
Die Entwicklung der Larven der Schwarzen Salzwiesenmücke wurde ursprünglich durch das Ausbringen von Mineralöl auf die Wasseroberfläche bekämpft. In einigen Gegenden der USA (z. B. Louisiana) werden großflächig Insektizide appliziert. Mittlerweile sind einige natürliche Antagonisten wie Bacillus thuringiensis, Nematoden und einige Pilzarten identifiziert, die zu einer biologischen Kontrolle der Stechmücken verwendet werden können.